# Drumheller
Drumheller és una ciutat situada a la vora del riu Red Deer, a les terres ermes del centre-est d'Alberta, Canadà. Està situada a 110 km al nord-est de Calgary.